# Portugal op het Eurovisiesongfestival 2007
Portugal nam deel aan het Eurovisiesongfestival 2007 in Helsinki, Finland. Het was de 42ste deelname van het land op het Eurovisiesongfestival. De RTP was verantwoordelijk voor de Portugese bijdrage voor de editie van 2007.

## Selectieprocedure
Net zoals het vorige jaar, werd  dit jaar de kandidaat gekozen via een nationale finale.
In totaal deden er 10 liedjes mee aan de finale en de winnaar werd gekozen door televoting.

| Volgorde | Artiest                         | Lied                           | Punten | Plaats |
| -------- | ------------------------------- | ------------------------------ | ------ | ------ |
| 1        | Edmundo Vieira & Filipa Cardoso | "Desta vez"                    | 2396   | 6      |
| 2        | Marta Plantier & Os Corvos      | "Piano, piano"                 | 2182   | 7      |
| 3        | Luiz & A Lata                   | "Ai pode"                      | 2013   | 8      |
| 4        | Sabrina                         | "Dança comigo (vem ser feliz)" | 8874   | 1      |
| 5        | Diogo T.                        | "Chega, foi demais"            | 386    | 10     |
| 6        | TribUrbana                      | "Dá-me a lua"                  | 3046   | 4      |
| 7        | Melo D. & Elaisa                | "Será cedo?"                   | 1364   | 9      |
| 8        | Teresa Radamanto                | "Ai de quem nunca cantou"      | 4757   | 2      |
| 9        | Henrique Feist & Vanessa        | "Além do sonho"                | 3730   | 3      |
| 10       | Zé P.                           | "Na ilha dos sonhos"           | 3013   | 5      |

## In Helsinki
In Finland moest Portugal optreden als zeventiende in de halve finale, na Tsjechië en voor Macedonië.
Na de puntentelling bleek dat Portugal als elfde was geëindigd met een totaal van 88 punten, wat net niet genoeg was voor de finale.
Men ontving 1 keer het maximum van de punten.
Nederland en België hadden respectievelijk 4 en 3 punten over voor deze inzending.

### Gekregen punten

#### Halve Finale
| 12 punten | 10 punten           | 8 punten               | 7 punten                             | 6 punten                     |
| --------- | ------------------- | ---------------------- | ------------------------------------ | ---------------------------- |
| - Andorra | - Frankrijk - Polen | - Spanje - Zwitserland | - Duitsland - Moldavië - Wit-Rusland | - Armenië                    |
| 5 punten  | 4 punten            | 3 punten               | 2 punten                             | 1 punt                       |
|           | - Nederland         | - België - Letland     |                                      | - Cyprus - Servië - Slovenië |

### Punten gegeven door Portugal

#### Halve Finale
Punten gegeven in de halve finale:
| 12 punten | Moldavië    |
| 10 punten | Hongarije   |
| 8 punten  | Letland     |
| 7 punten  | Slovenië    |
| 6 punten  | Andorra     |
| 5 punten  | Bulgarije   |
| 4 punten  | Servië      |
| 3 punten  | Nederland   |
| 2 punten  | Noorwegen   |
| 1 punt    | Wit-Rusland |

#### Finale
Punten gegeven in de finale:
| 12 punten | Oekraïne    |
| 10 punten | Moldavië    |
| 8 punten  | Spanje      |
| 7 punten  | Roemenië    |
| 6 punten  | Bulgarije   |
| 5 punten  | Servië      |
| 4 punten  | Rusland     |
| 3 punten  | Slovenië    |
| 2 punten  | Hongarije   |
| 1 punt    | Wit-Rusland |

1964 · 1965 · 1966 · 1967 · 1968 · 1969 · 1970 · 1971 · 1972 · 1973 · 1974 · 1975 · 1976 · 1977 · 1978 · 1979 · 1980 · 1981 · 1982 · 1983 · 1984 · 1985 · 1986 · 1987 · 1988 · 1989 · 1990 · 1991 · 1992 · 1993 · 1994 · 1995 · 1996 · 1997 · 1998 · 1999 · 2000 · 2001 · 2002 · 2003 · 2004 · 2005 · 2006 · 2007 · 2008 · 2009 · 2010 · 2011 · 2012 · 2013 · 2014 · 2015 · 2016 · 2017 · 2018 · 2019 · 2020 · 2021 · 2022 · 2023 · 2024 · 2025